# Seewen
Seewen is een gemeente en plaats in het Zwitserse kanton Solothurn, telt ca. 1000 inwoners en maakt deel uit van het district Dorneck.
Aan de rand van het dorp staat sinds 1979 het Museum voor Muziekautomaten. De verzameling hiervan is bijeengebracht door de ondernemer en mecenas Heinrich Weiss. Er zijn o.a. draaiorgels te zien.
De rooms-katholieke St. Germankerk uit 1823 ligt op een heuvel. Het parkje ervoor biedt uitzicht op Seewen.

## Galerij

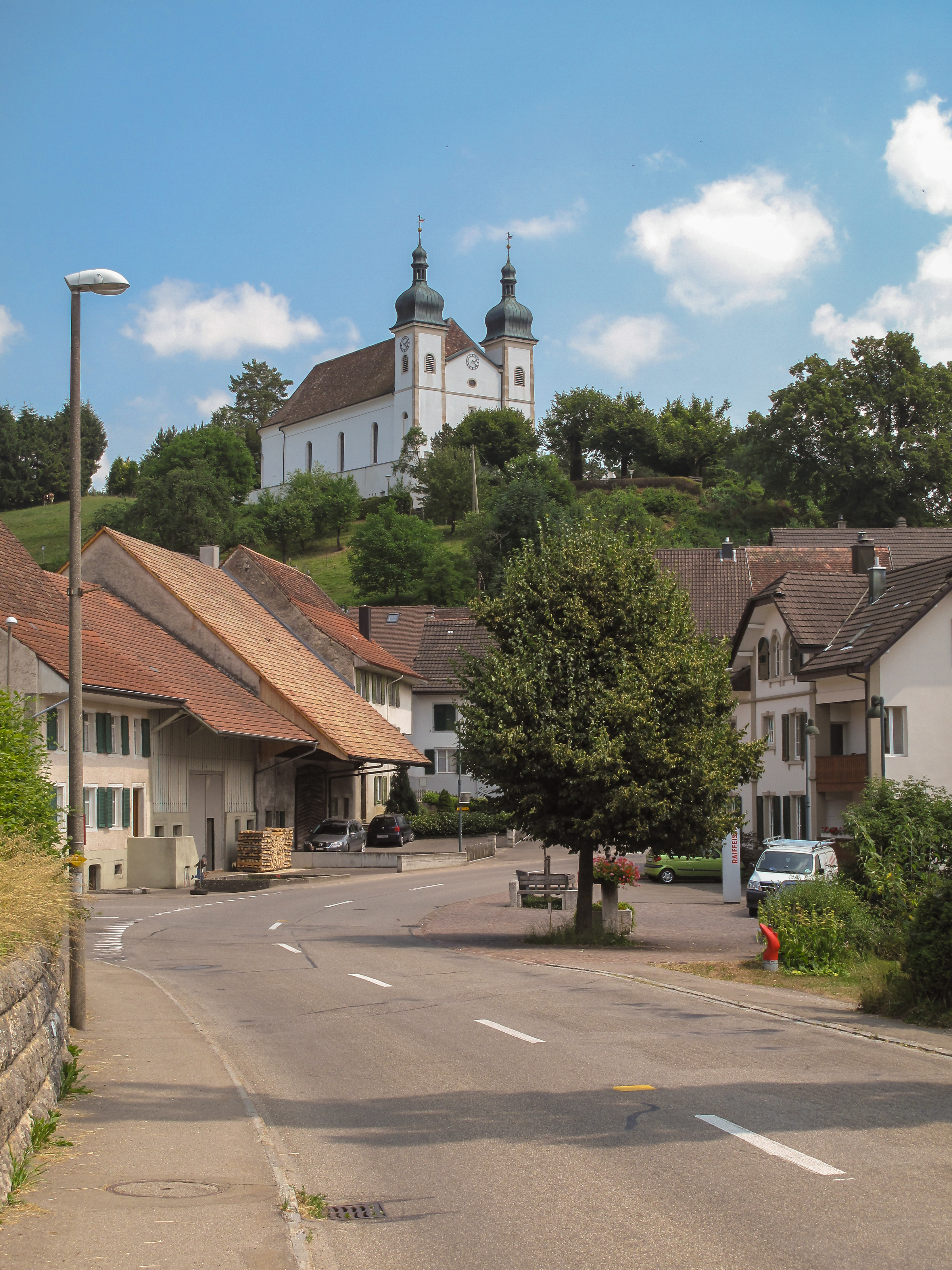
Seewen, kerk (de Sankt German Kirche) in straatzicht